# John Harvard

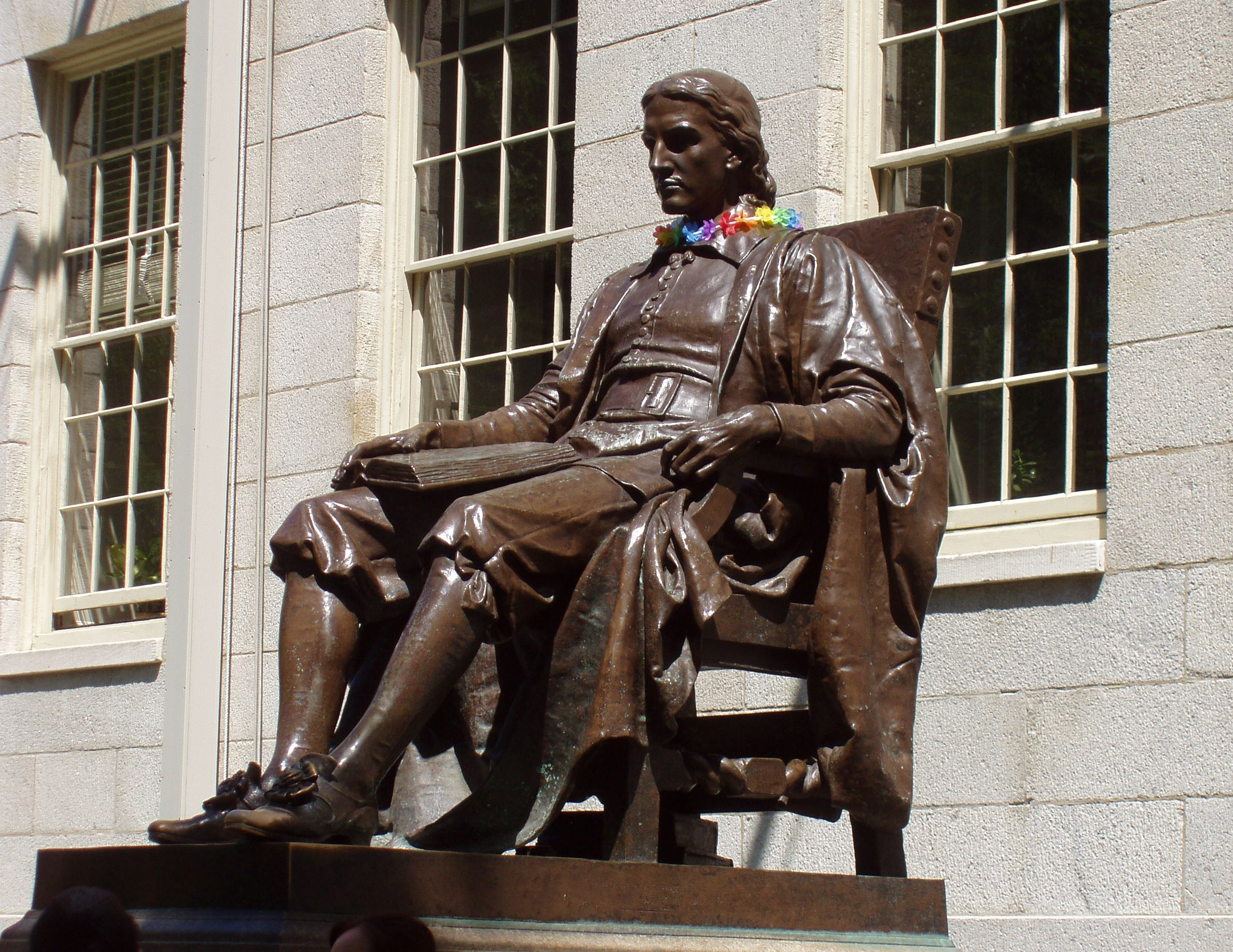
Pomnik Johna Harvarda

John Harvard (ur. 26 listopada 1607 w Londynie, zm. 14 września 1638 w Charlestown) – angielski duchowny purytański, pastor w prowincji Massachusetts Bay. Jego imieniem został nazwany Uniwersytet Harvarda.
Londyńczyk z dzielnicy Southwark, czwarty z dziewięciorga dzieci Roberta Harvarda (1562–1625), z zawodu rzeźnika, właściciela tawerny i jego żony, Katherine. Ojciec Katherine Rogers (1584–1635), Thomas Rogers (1540–1611) jest kojarzony z Williamem Shakespeare’em (1564–1616). Rodzina pochodziła bowiem ze Stratford-upon-Avon w Anglii. 
Latem 1625 ojciec, siostra przyrodnia i dwaj bracia zmarli zarażeni dżumą (epidemia czarnej śmierci).
W 1632 John Harvard otrzymał dyplom Emmanuel College na Uniwersytecie Cambridge, wówczas uczelni purytańskiej.
Matka, Katherine Harvard, zmarła w 1635, a dwa lata później, wiosną, brat Thomas. 
W kwietniu 1636 John poślubił Ann Sadler z Ringmer w hrabstwie Sussex.
W 1637 Harvardowie wyemigrowali do Nowej Anglii i osiedlili się w Charlestown w Massachusetts. Jedna trzecia z pierwszych 100 absolwentów, którzy ukończyli studia w Nowej Anglii, to posiadacze dyplomów z Emmanuel College w Cambridge w Anglii. 
John Harvard umarł bezdzietnie 14 września 1638. W testamencie zapisał połowę swojego majątku i bibliotekę (około 400 tomów), college’owi, który właśnie powstał w pobliskim Cambridge. Uczelnia ta została utworzona w dniu 8 września 1636, a imię Harvarda przyjęła w dniu 13 marca 1639. Dopiero Konstytucja Massachusetts z 1780 mówi o tej szkole jako o Uniwersytecie Harvarda, a nie o College’u Harvarda.